# Old Vic

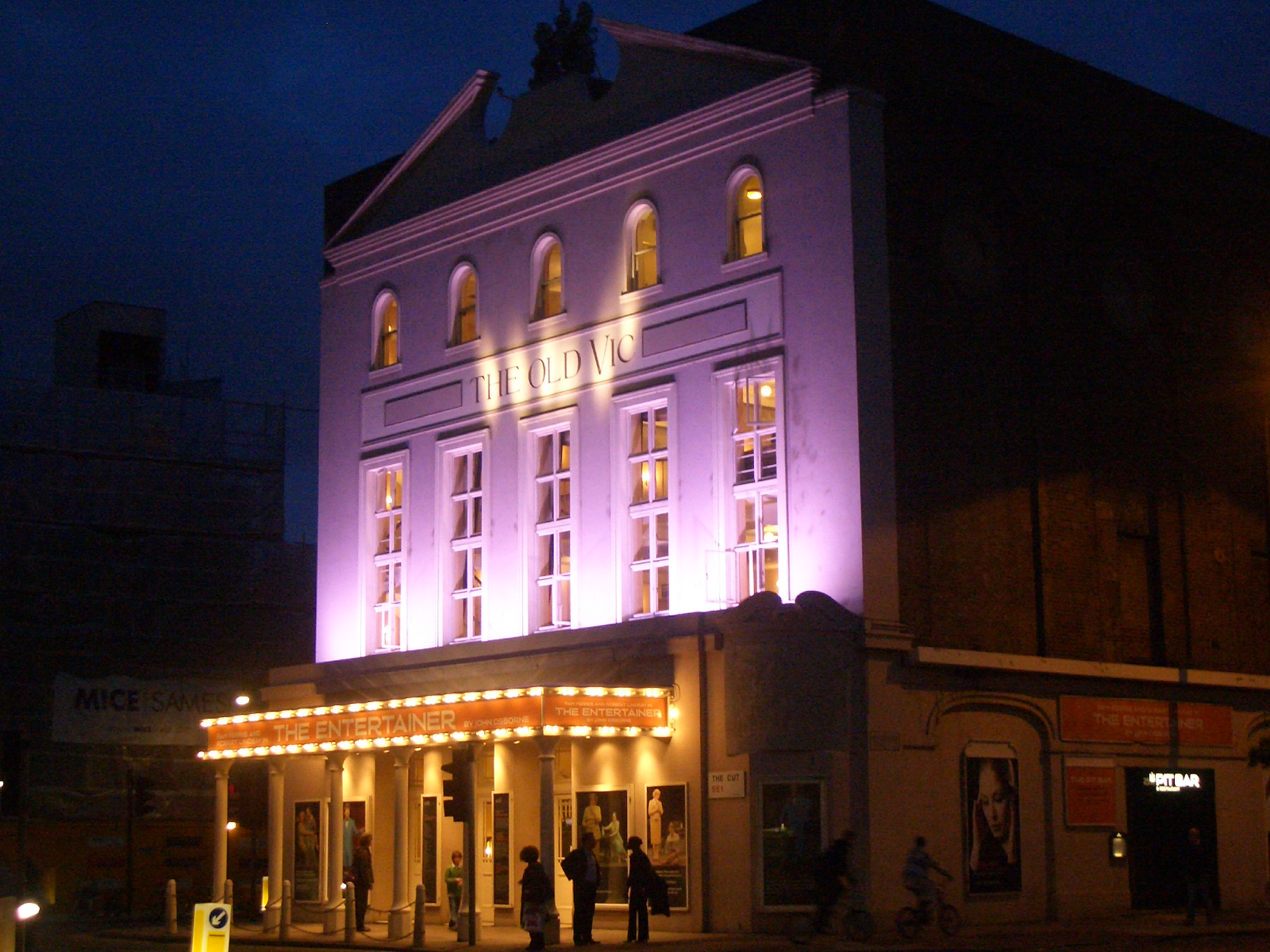
El teatro de noche.

El Old Vic es un teatro ubicado al sureste de la Estación de Waterloo, Londres (Inglaterra), en la esquina de The Cut con Waterloo Road. Fundado en 1818 como el Royal Coburg Theatre, pasó a manos de Emma Cons en 1880, cuando era conocido formalmente como el Royal Victoria Hall. En 1898, una sobrina de Cons, Lilian Baylis, asumió la gestión del teatro y dio inicio a una serie de producciones teatrales de William Shakespeare en 1914. El edificio fue dañado en 1940 durante ataques aéreos en la Segunda Guerra Mundial y se convirtió en un monumento registrado en 1951, después de su reapertura.
También es el nombre de una compañía de repertorio dedicada al teatro, y siempre trabaja para el Royal National Theatre.
En 2003 el actor estadounidense Kevin Spacey fue nombrado como nuevo director artístico del Old Vic Theatre Company, que recibió considerable atención de los medios.

## Historia
El teatro fue fundado en 1818 por James King y Daniel Dunn (antiguos gestores del Surrey Theater en Bermondsey) y John Thomas Serres, entonces pintor de la Marina, que logró obtener el patrocinio oficial de la princesa Carlota Augusta de Gales y su esposo, el príncipe Leopoldo I de Bélgica que le pusieron por nombre Royal Coburg Theatre. El teatro era un teatro "menor" y por lo tanto técnicamente le estaba prohibido mostrar drama serio. Sin embargo, cuando el teatro pasó a manos de George Bolwell Davidge en 1824, este consiguió traer al legendario actor Edmund Kean para que interpretara seis obras de Shakespeare en seis noches. 
Cuando Davidge dejó el teatro para hacerse cargo del Teatro de Surrey en 1833, este fue adquirido por Daniel Egerton y William Abbot, quienes intentaron sacar provecho de la abolición de la distinción jurídica entre patentes y teatros menores que había sido aprobada en el Parlamento a principios de ese año. El 1 de julio de 1834 el teatro fue rebautizado como Royal Victoria Theater, bajo la «protección y patrocinio» de Victoria,duquesa de Kent, madre de la princesa Victoria, de 14 años de edad, presunta heredera al trono. La duquesa y la princesa disfrutaron de la actuación, de la ópera ligera y la danza, en el «muy ... limpio y cómodo» teatro. En 1880, bajo la propiedad de Emma Cons, se convirtió en el Royal Victoria Hall and Coffee Tavern y se ejecutan en "estricta temperancia líneas", siendo conocido ya entonces como Old Vic. Las conferencias a centavo la entrada que se daban en allí llevaron a la fundación del Colegio Morley, una educación de adultos universidad, que se trasladó a sus propias instalaciones cerca, en la década de 1920.